# Myrmoteras
Myrmoteras là một chi kiến trong phân họ Formicinae..

## Phân bố
Myrmoteras phân bố ở miền Ấn Độ - Mã Lai..

## Các loài
| - Myrmoteras arcoelinae Agosti, 1992 - Myrmoteras bakeri Wheeler, 1919 — Borneo - Myrmoteras barbouri Creighton, 1930 — Java - Myrmoteras baslerorum Agosti, 1992 - Myrmoteras binghamii Forel, 1893 — Myanmar - Myrmoteras brachygnathum Moffett, 1985 - Myrmoteras brigitteae Agosti, 1992 - Myrmoteras ceylonica Gregg, 1957 - Myrmoteras chondrogastrum Moffett, 1985 - Myrmoteras danieli Agosti, 1992 - Myrmoteras diastematum Moffett, 1985 - Myrmoteras donisthorpei Wheeler, 1916 — Borneo - Myrmoteras elfeorum Agosti, 1992 - Myrmoteras estrudae Agosti, 1992 - Myrmoteras indicum Moffett, 1985 | - Myrmoteras insulcatum Moffett, 1985 - Myrmoteras iriodum Moffett, 1985 - Myrmoteras ivani Agosti, 1992 - Myrmoteras jacquelinae Agosti, 1992 - Myrmoteras karnyi Gregg, 1954 - Myrmoteras marianneae Agosti, 1992 - Myrmoteras maudeae Agosti, 1992 - Myrmoteras mjoebergi Wheeler, 1930 — Borneo - Myrmoteras morowali Moffett, 1985 - Myrmoteras nicoletteae Agosti, 1992 - Myrmoteras scabrum Moffett, 1985 - Myrmoteras susanneae Agosti, 1992 - Myrmoteras tonboli Agosti, 1992 - Myrmoteras toro Moffett, 1985 - Myrmoteras williamsi Wheeler, 1919 — Philippines - Myrmoteras wolasi Moffett, 1985 |